# Catherine Lechner-Reydellet
Catherine Lechner-Reydellet est un écrivain français née à Thann le 9 janvier 1960. Pianiste professionnelle, elle est professeur honoraire du Conservatoire à rayonnement régional de Grenoble.

## Récompenses et distinctions
- 1991: Prix spécial du Jury du Festival de littérature fantastique de Gérardmer pour Mémoires d'un Prince
- 2015: Membre de l'Académie Rhodanienne des Lettres
- 2021: Membre de la Société des Gens de Lettres